# Codex Tischendorfianus IV
Der Codex Tischendorfianus IV (Gregory-Aland no. Γ oder 036; von Soden ε 70) ist eine griechische Handschrift des Neuen Testaments, die auf das 9. Jahrhundert datiert wird. Die Handschrift ist nicht vollständig erhalten geblieben.

## Beschreibung
Die Handschrift besteht aus den vier Evangelien auf 257 Pergamentblättern mit fünf Lücken (Matthäus 5,31–6,16; 6,30–7,26; 8,27–9,6; 21:19–22:25; Markus 3,34–6,21). Das Format ist 30 × 23 cm, der Text steht in einer Spalte mit 24 Zeilen. Die Buchstaben sind groß und nach links geneigt, Akzente sowie Spiritus asper und lenis sind vorhanden, es gibt keine itazistischen Fehler. 
Die Evangelien sind in der Reihenfolge der westlichen Handschriften angeordnet (Matthäus, Johannes, Lukas, Markus). Der Text von Matthäus 16,2b–3 wird weggelassen.
158 Folio des Codex werden in der Bodleian Library (Auct. T. infr 2.2) in Oxford verwahrt und 99 Folio in der Russischen Nationalbibliothek (Gr. 33) in Sankt Petersburg.
Text
Der griechische Text des Codex repräsentiert den byzantinischen Texttyp und wird der Kategorie V zugeordnet. Es fehlt Matthäus 16,2b–3.